# Carmen Ejogo
Carmen Elizabeth Ejogo (/ɪˈdʒoʊɡoʊ/) (Kensington, 1973. október 22. –) brit színésznő.
Fontosabb filmszerepei voltak a Két túsz között (1997), a Bosszúállók (1998), a Lóvátett lovagok (2000), a Négybalkéz (2001), a Bojkott (2001), a Továbbállók (2009), az Alex Cross (2012), A megtisztulás éjszakája: Anarchia (2014) és az Alien: Covenant (2017) című filmekben. A Legendás állatok és megfigyelésük (2016) és a Legendás állatok: Grindelwald bűntettei (2018) című fantasyfilmekben Seraphina Picquery boszorkányt formálta meg a mozivásznon.
Televíziós sorozatai közé tartozik a Váltságdíj (2006–2007), a Barátnő rendelésre (2017), True Detective – A törvény nevében (2019) és a Madam C. J. Walker: az önerejéből lett milliomos (2020).

## Filmográfia

### Film
| Év   | Magyar cím                              | Eredeti cím                                         | Szerep                   | Magyar hang      |
| ---- | --------------------------------------- | --------------------------------------------------- | ------------------------ | ---------------- |
| 1986 | Abszolút kezdők                         | Absolute Beginners                                  | Carmen                   |                  |
| 1997 | Két túsz között                         | Metro                                               | Ronnie Tate              | Madarász Éva     |
| 1997 | Két túsz között                         | Metro                                               | Ronnie Tate              | Liptai Claudia   |
| 1998 | Halálos szenvedély                      | I Want You                                          | Amber                    |                  |
| 1998 | Bosszúállók                             | The Avengers                                        | Brenda                   |                  |
| 2000 | Lóvátett lovagok                        | Love's Labour's Lost                                | Maria                    | Balázsovits Edit |
| 2001 | Parfüm                                  | Perfume                                             | Chloe                    |                  |
| 2001 | Négybalkéz                              | What's the Worst That Could Happen?                 | Amber Belhaven           | Horváth Lili     |
| 2004 | Karácsony                               | Noel                                                | Dr. Matthew Batiste      | Árkosi Kati      |
| 2007 | A másik én                              | The Brave One                                       | Jackie                   | Balogh Anna      |
| 2008 | A zsaruk becsülete                      | Pride and Glory                                     | Tasha                    | Huszárik Kata    |
| 2009 | Továbbállók                             | Away We Go                                          | Grace De Tessant         | Agócs Judit      |
| 2012 |                                         | Sparkle                                             | Tammy "Sister" Anderson  |                  |
| 2012 | Alex Cross                              | Alex Cross                                          | Maria Cross              | Madarász Éva     |
| 2014 | A megtisztulás éjszakája: Anarchia      | The Purge: Anarchy                                  | Eva                      | Agócs Judit      |
| 2014 |                                         | Selma                                               | Coretta Scott King       |                  |
| 2015 |                                         | Born to Be Blue                                     | Jane / Elaine            |                  |
| 2016 | Legendás állatok és megfigyelésük       | Fantastic Beasts and Where to Find Them             | Seraphina Picquery elnök | Pálmai Anna      |
| 2017 |                                         | It Comes at Night                                   | Sarah                    |                  |
| 2017 |                                         | Alien: Covenant – Prologue: Last Supper (rövidfilm) | Karine Oram              |                  |
| 2017 | Alien: Covenant                         | Alien: Covenant                                     | Karine Oram              | Pálmai Anna      |
| 2017 | A jogdoktor                             | Roman J. Israel, Esq.                               | Maya                     | Pikali Gerda     |
| 2018 | Legendás állatok: Grindelwald bűntettei | Fantastic Beasts: The Crimes of Grindelwald         | Seraphina Picquery elnök | Pálmai Anna      |
| 2019 | A csörgőkígyó                           | Rattlesnake                                         | Katrina Ridgeway         | Mikecz Estilla   |
| 2022 |                                         | Forty Winks                                         | Nina Sherman             |                  |
| 2024 | Apák gyöngye                            | Goodrich                                            | Lola Thompson            | Kéri Kitty       |

### Televízió
| Év        | Magyar cím                                       | Eredeti cím                        | Szerep               | Megjegyzések                                            |
| --------- | ------------------------------------------------ | ---------------------------------- | -------------------- | ------------------------------------------------------- |
| 1996      |                                                  | Cold Lazarus                       | Blinda               | minisorozat (4 epizód)                                  |
| 1998      | Színvakság                                       | Catherine Cookson's Colour Blind   | Rose Angela          | minisorozat (2 epizód)                                  |
| 1998      |                                                  | Tube Tales                         | lány                 | 1 epizód                                                |
| 2000      | Sally Hemings: Egy amerikai botrány krónikája    | Sally Hemings: An American Scandal | Sally Hemings        | tévéfilm                                                |
| 2001      | Bojkott                                          | Boycott                            | Coretta Scott King   | tévéfilm                                                |
| 2005      |                                                  | Lackawanna Blues                   | Alean Hudson         | tévéfilm                                                |
| 2006–2007 | Váltságdíj                                       | Kidnapped                          | Turner               | főszereplő (13 epizód)                                  |
| 2007      |                                                  | M.O.N.Y.                           | Francine Tyson       | tévéfilm                                                |
| 2008      | Esküdt ellenségek                                | Law & Order                        | April Lannen         | 1 epizód                                                |
| 2011      | Bajkeresők                                       | CHAOS                              | Fay Carson           | 13 epizód                                               |
| 2013      |                                                  | Zero Hour                          | Rebecca "Beck" Riley | főszereplő (13 epizód)                                  |
| 2017      | Barátnő rendelésre                               | The Girlfriend Experience          | Bria Jones           | 7 epizód                                                |
| 2019      | True Detective – A törvény nevében               | True Detective                     | Amelia Reardon       | 8 epizód                                                |
| 2020      | Madam C. J. Walker: az önerejéből lett milliomos | Self Made                          | Addie                | minisorozat (4 epizód)                                  |
| 2020–2021 |                                                  | Your Honor                         | Lee Delamere         | 9 epizód                                                |
| 2023      | A zsúfolt szoba                                  | The Crowded Room                   | Patricia Richards    | minisorozat (3 epizód)                                  |
| 2023      | Szűz jegyben születtem                           | I'm a Virgo                        | Lafrancine           | minisorozat főszereplő (7 epizód)                       |
| 2024      | Pingvin                                          | The Penguin                        | Eve Karlo            | - minisorozat (6 epizód) - magyar hangja: - Pálmai Anna |

### Videójátékok
| Év   | Cím             | Szerep                      |
| ---- | --------------- | --------------------------- |
| 2016 | Lego Dimensions | Seraphina Picquery (hangja) |

## Fordítás
- Ez a szócikk részben vagy egészben  a   Carmen Ejogo című angol Wikipédia-szócikk ezen változatának fordításán alapul.  Az eredeti cikk szerkesztőit annak laptörténete sorolja fel. Ez a jelzés csupán a megfogalmazás eredetét és a szerzői jogokat jelzi, nem szolgál a cikkben szereplő információk forrásmegjelöléseként.